# Mogurnda orientalis
The eastern mogurnda (Mogurnda orientalis) là một loài cá thuộc họ Cá bống đen. Nó là loài đặc hữu của Papua New Guinea.